# Evricup
A Evricup é uma competição europeia de Hóquei em Patins que se realiza anualmente (anteriormente em alguns anos existiram 2 provas) para promover o Hóquei em Patins em veteranos. A primeira edição disputou-se em 2003. Não existe qualificação para esta prova, sendo que os participantes são convidados.
Esta competição tem 2 categorias: maiores de 35 anos (desde 2003) e maiores de 50 anos (desde 2009).

## Taça Europeia de Veteranos +35
| Ed | Ano             | Cidade sede      | Vencedor          | 2º lugar         | 3º lugar         |
| -- | --------------- | ---------------- | ----------------- | ---------------- | ---------------- |
| 24 | 2018            | Viana do Castelo | OC Barcelos       | GeieG            | CD Paço de Arcos |
| 23 | 2017            | Oviedo           | Barcino           | Parede           | GeieG            |
| 22 | 2016            | Trieste          | Parede            | CD Paço de Arcos | GeieG            |
| 21 | 2015            | Paço de Arcos    | Parede            | Barcino          | FC Porto         |
| 20 | 2014            | Voltrega         | Barcino           | Valkenswaard     | Parede           |
| 19 | 2013            | Herne Bay        | GDR "Os Lobinhos" | CD Paço de Arcos | Herne Bay United |
| 18 | 2012            | Valkenswaard     | CD Paço de Arcos  | VRC-Dreamteam    | Lobinhos         |
| 17 | 2011            | Sintra           | Lobinhos          | CD Paço de Arcos | Barcino          |
| 16 | 2010            | Castiglione      | Barcino           | Castiglione      | Parede           |
| 15 | 2010            | Darmstadt        | Barcino           | Vilafranca       | VRC-Dreamteam 16 |
| 14 | 2009            | Girona           | Vilafranca        | Parede           | Castiglione      |
| 13 | Não se realizou | Não se realizou  | Não se realizou   | Não se realizou  | Não se realizou  |
| 12 | 2009            | Zaandam          | Parede            | Voltrega         |                  |
| 11 | 2008            | Cascais          | Parede            | Barcino          | Vilafranca       |
| 10 | 2008            | Vilafranca       | Parede            | Barcino          | Vilafranca       |
| 9  | 2007            | Leuven           | Vilafranca        | Barcino          | Girona           |
| 8  | 2007            | Barcelona        | Girona            | Vilafranca       | Barcino          |
| 7  | 2006            | Darmstadt        | Barcino           | Vilafranca       | Darmstadt        |
| 6  | 2006            | Castiglione      | Barcino           | Darmstadt        |                  |
| 5  | 2005            | Wuppertal        | Darmstadt         | Castiglione      | Cronenberg       |
| 4  | 2005            | Zaandam          | Barcino           | Castiglione      | Dreamteam 4      |
| 3  | 2004            | Girona           | Barcino           | Southsea         | Girona           |
| 2  | 2004            | Castiglione      | All Star Italia   | Castiglione      | Barcino          |
| 1  | 2003            | Barcelona        | Barcino           | Castiglione      | Girona           |

### Vitórias por Equipa
| Equipa                 | Campeonatos |
| ---------------------- | ----------- |
| Club Tennis Barcino    | 9           |
| Parede Foot-Ball Clube | 5           |
| Club Patí Vilafranca   | 2           |
| GDR Os Lobinhos        | 2           |
| C.D. Paço d'Arcos      | 1           |
| Girona                 | 1           |
| RSC Darmstadt          | 1           |
| All Star Italy         | 1           |
| OC Barcelos            | 1           |
| TOTAL                  | 23          |

### Vitórias por País
| País     | Vitórias |
| -------- | -------- |
| Espanha  | 12       |
| Portugal | 9        |
| Alemanha | 1        |
| Itália   | 1        |

## Taça Europeia de Veteranos +50
| Ed | Ano  | Cidade sede      | Vencedor             | 2º lugar     | 3º lugar          |
| -- | ---- | ---------------- | -------------------- | ------------ | ----------------- |
| 12 | 2018 | Viana do Castelo | CP Voltrega          | Kurink HC    | ASDH Bassano      |
| 11 | 2017 | Oviedo           | CP Voltrega          | CT Barcino   | CP Cibeles        |
| 12 | 2016 | Trieste          | CP Cibeles           | CT Barcino   | Evergreen Trieste |
| 9  | 2015 | Paço de Arcos    | EHRC Marathon        | CT Barcino   | CP Cibeles        |
| 8  | 2014 | Voltrega         | CP Cibeles           | HC Trieste   | CP Voltrega       |
| 7  | 2013 | Herne Bay        | CT Barcino           | CP Cibeles   | HC Trieste        |
| 6  | 2012 | Valkenswaard     | Cibeles              | Lobinhos     | Trieste           |
| 5  | 2011 | Sintra           | Cibeles              | Castiglione  | Lobinhos          |
| 4  | 2010 | Castiglione      | Tugass               | Castiglione  | Dream Team 3      |
| 3  | 2010 | Darmstadt        | Tugass               | Dream Team 2 | Rolta             |
| 2  | 2009 | Girona           | Girona               | Parede       | Dream Team 1      |
| 1  | 2009 | Zaandam          | Torneio Experimental |              |                   |

### Vitórias por Equipa
| Equipa              | Vitórias |
| ------------------- | -------- |
| Club Patin Cibeles  | 4        |
| Tugass              | 2        |
| CP Voltrega         | 2        |
| Club Tennis Barcino | 1        |
| Girona              | 1        |
| EHRC Marathon       | 1        |
| TOTAL               | 11       |

### Vitórias por País
| País     | Vitórias |
| -------- | -------- |
| Espanha  | 8        |
| Portugal | 2        |
| Holanda  | 1        |